# Sous les nuages
Pour plus de détails, voir Fiche technique et Distribution.
Sous les nuages (Beneath Clouds) est un film australien réalisé par Ivan Sen, sorti en 2002.

## Synopsis
Lena, une jeune femme métisse, et Vaughn, un petit criminel aborigène, se retrouvent sur la route.

## Fiche technique
- Titre : Sous les nuages
- Titre original : Beneath Clouds
- Réalisation : Ivan Sen
- Scénario : Ivan Sen
- Musique : Ivan Sen et Alister Spence
- Photographie : Allan Collins
- Montage : Karen Johnson
- Production : Teresa-Jayne Hanlon
- Société de production : Australian Film Finance Corporation (en), Autumn Films et Axiom Films
- Pays de production :  Australie
- Genre : drame et romance
- Durée : 90 minutes
- Dates de sortie : 
  - Australie : 23 mai 2002

## Distribution
- Dannielle Hall : Lena
- Damian Pitt : Vaughn
- Jenna Lee Connors : Ty
- Mundurra Weldon : Liam
- Athol French : Kevy
- Kevin Pitt : le beau-père de Lena
- Judy Duncan : la mère de Lena
- Doug Crichton : Ron
- Simon Swan : Jimmy
- Evelyn Rankmore : Tessa
- Peter Jarrard : le petit ami de Tessa

## Distinctions
Le film a été présenté en sélection officielle en compétition lors de Berlinale 2002.